# Notiosorex villai
Notiosorex villai — вид ссавців родини Мідицеві (Soricidae).

## Поширення
Цей вид відомий з південно-західних Тамауліпас, Мексика і тільки з західної сторони, тому що це суха площа. Вид був виявлений в сосновому-дубовому лісі, тропічному лісі й прибережному лісі. 

## Загрози та охорона
Надмірний випас худоби та сільськогосподарська діяльність загрожують середовищу існування цього виду. Цей вид, ймовірно, відбувається в західній частині біосферного заповідника Ель Сієло, Тамауліпас, Мексика.